# Turza Wielka (stacja kolejowa)
Turza Wielka – przystanek osobowy w Turzy Wielkiej w powiecie działdowskim w województwie warmińsko-mazurskim.

## Ruch pasażerski[1]
| Rok  | Wymiana pasażerska na dobę |
| ---- | -------------------------- |
| 2017 | 20-49                      |
| 2018 | 20-49                      |
| 2019 | 20-49                      |
| 2020 | 20-49                      |
| 2021 | 20-49                      |
| 2022 | 20-49                      |
| 2023 | 20-49                      |